# Чалищевка (Бурынский район)
Чалищевка (укр. Чалищівка) — село,
Степановский сельский совет,
Бурынский район,
Сумская область,
Украина.
Код КОАТУУ — 5920986802. Население по переписи 2001 года составляло 259 человек .

## Географическое положение
Село Чалищевка находится между городом Бурынь и селом Слобода (3 км).
На расстоянии в 1 км расположено село Степановка.
По селу протекает пересыхающий ручей Рудка с запрудами.
Рядом проходит автомобильная дорога Т-1910.

## Происхождение названия
Ранее деревней владели российские дворяне Челищевы. От их фамилии село и получило своё название в несколько искаженной форме.